# Nikolaus Trübner

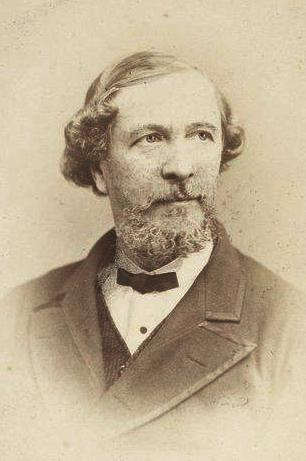
Nikolaus Trübner

Nikolaus Trübner, eigentlich Johann Nicolaus Trübner, (* 12. Juni 1817 in Heidelberg; † 30. März 1884 in London) war ein deutscher Buchhändler und Verleger.

## Leben
Trübner war ein Sohn des alteingesessenen Goldschmieds Karl Albrecht Trübner. Sein Neffe war der Straßburger Verleger Karl Ignaz Trübner (Verlag Karl J. Trübner). Seine Schulzeit beendete Trübner auf dem Gymnasium seiner Heimatstadt und begann im Winter 1831/32 in der Akademischen Buchhandlung von Jakob Christian Mohr und Johann Georg Zimmer eine Ausbildung zum Buchhändler.
1838 wechselte er nach Göttingen zu Carl August Ruprecht (Vandenhoeck & Ruprecht). Drei Jahre später ging Trübner nach Hamburg zu Julius Campe, um in dessen Verlag auch die Arbeit eines Verlegers zu lernen. Im darauf folgenden Jahr wechselte er nach Frankfurt am Main in den Verlag von Friedrich Wilmanns. Dort machte er die Bekanntschaft mit dem Verleger William Longman, der ihn sofort nach London engagierte.
Im Frühjahr 1843 kam Trübner nach London und begann als Verlagsbuchhändler für den Verlag Longman zu arbeiten. In diesen Jahren begann er auch mit kleinen Übersetzungen und konnte 1848 mit „Sketches of Flemish Life“ (Hendrik Conscience) einen kleinen wirtschaftlichen Erfolg verzeichnen. Als sich der Revolution von 1848/49 die wirtschaftliche Lage wieder beruhigt hatte, versuchte Trübner sich mit einem eigenen Verlag selbstständig zu machen.
Im Herbst 1851 verließ Trübner den Verlag Longman und gründete mit finanzieller Unterstützung aus seiner Heimat einen Verlag. Allen voran engagierte sich der Buchhändler Thomas Delf bei diesem Unternehmen. Die Gründung geriet zum Desaster und bereits nach wenigen Monaten musste Trübner Konkurs anmelden. Noch im selben Jahr gründete er zusammen mit dem Londoner Verleger David Nutt den Verlag Trübner & Co. (Paternoster Row, nahe der St Paul’s Cathedral). Als sein Geschäftspartner 1863 starb, erwarb er von dessen Erben dessen Anteile und führte den Verlag allein weiter.
1873 bezog der Verlag Trübner & Co. ein repräsentatives Geschäftshaus in Ludgate Hill (City of London). Durch seinen früheren Partner Delf hatte Trübner sehr gute Kontakte zu nordamerikanischen Verlegern und Buchhändlern. Sein 1855 erschienener „Bibliographical guide to American literature“ gilt noch heute als Meilenstein der Geschichte des US-amerikanischen Buchhandels. Im Sommer 1855 bereiste er für einige Monate die USA. Dabei machte u. a. die Bekanntschaft von Hermann Ludewig, dessen Werk „The Literature of American Aboriginal Languages“ er 1857 auch herausgab.
Trübner erkannte wie wichtig ihm der nordamerikanische Markt werden könnte, legte aber auch einen großen Schwerpunkt auf die weltweite Präsenz seines Verlages. Bereits nach wenigen Jahren waren Bücher aus dem Verlag Trübner & Co. in Istanbul, Teheran, Bombay, Kalkutta, Bangkok, Peking, Schanghai und Yokohama vertreten. Im Laufe der Jahre kamen noch Vertretungen in Australien (Sydney, Melbourne), in Südamerika (Valparaiso, Rio de Janeiro) und Afrika (Kapstadt, Johannesburg) dazu. Um dabei ein geeignetes Instrument der Werbung zu besitzen, gründete Trübner 1865 die Zeitschrift „Trübner's American and Oriental Literary Record“.
Um auch selbst über die orientalische Literatur urteilen zu können, erlernte Trübner in diesen Jahren Sanskrit bei Theodor Goldsticker und Hebräisch bei Abraham Benisch. 1878 begründete er die von Anfang an sehr erfolgreiche Reihe Oriental Series. Bereits 1858 hatte er die englische Übersetzung des Ägypten-Reiseführers des Österreichischen Lloyd von W. C. Wrankmore auf den Markt gebracht.
Ein weiterer Schwerpunkt neben der „orientalischen Literatur“ war Trübners Bemühungen, dem englischen Leser Werke der deutschen Philosophie in guten Übersetzungen zugänglich zu machen. Wichtige Autoren waren Ludwig Feuerbach, Johann Gottlieb Fichte, Eduard von Hartmann und Arthur Schopenhauer.
Während des gesamten Deutsch-Französischen Kriegs unterstützte Trübner sein Vaterland mit politischen Aufsätzen und Essays, welche er in seinem Record veröffentlichte.
Anlässlich der 500-Jahr-Feier Universität Heidelberg im Jahr 1886 stiftete Trübner der Universität nahezu seine gesamte Privatbibliothek. Da er elf Wochen vor seinem 67. Geburtstag am 30. März 1884 bereits starb, folgte seine Witwe diesem Wunsch und übergab die Bibliothek im Sommer 1885. So konnten die Bücher als Höhepunkt der Feierlichkeiten in festlichem Rahmen präsentiert werden.
Seine Geschäftspartner Edwards und Duffing leiteten den Verlag bis 1889 und fusionierten dann mit den Verlagshäusern Kegan, Paul und Trench.

## Schriften (Auswahl)
als Autor
- Bibliographical guide to American literature. 1855.

als Herausgeber
- Hermann E. Ludewig: The literature of American aboriginal languages. 1857.

als Übersetzer
- Hendrik Conscience: Sketches of Flemish Life.